# Kofi Esaw
Kofi Esaw ist ein togoischer Diplomat und Politiker und amtierender Außenminister des Landes in der Regierung unter Premierminister Gilbert Houngbo.
Ab September 2004 bis zu seiner Ernennung als Außenminister diente Esaw als Botschafter Togos in Äthiopien und bei der Afrikanischen Union. In dieser Funktion rechtfertigte er die als nicht verfassungsgemäß gewertete Präsidentschaftsnachfolge des am 5. Februar 2005 verstorbenen Diktators Gnassingbé Eyadéma durch dessen Sohn Faure Gnassingbé, die zur zwischenzeitlichen Suspendierung Togos aus der Afrikanischen Union führte.
In das Amt des Ministers für auswärtige Angelegenheiten und regionale Integration (Ministre des Affaires Etrangères et de l’Intégration Régionale) wurde er am 15. September 2008 berufen.